# Vela nos Jogos Pan-Americanos de 2023 - Sunfish masculino
A classe Sunfish masculino da vela nos Jogos Pan-Americanos de 2023 foi disputada entre 28 de outubro e 4 de novembro de 2023 na Confraria Náutica do Pacífico, em Algarrobo. Um total de 8 velejadores, cada um representando um Comitê Olímpico Nacional (CON), participaram do evento.

## Calendário
Horário local (UTC−3).
| Data          | Hora  | Fase             |
| ------------- | ----- | ---------------- |
| 28 de outubro | 16:15 | Regatas 1 e 2    |
| 30 de outubro | 16:03 | Regatas 3, 4 e 5 |
| 31 de outubro | 13:54 | Regata 6         |
| 1 de novembro | 16:05 | Regatas 7 e 8    |
| 2 de novembro | 13:47 | Regatas 9 e 10   |
| 4 de novembro | 12:05 | Medal Race       |

## Medalhistas
| Ouro   | CAN Lee Parkhill            |
| Prata  | PER Jean Paul de Trazegnies |
| Bronze | CHI Diego González          |

## Resultados
Estes foram os resultados obtidos da competição, com os descartes entre parênteses:
| Pos.              | Velejadores             | CON                                 | Regata | Regata  | Regata | Regata | Regata  | Regata | Regata | Regata | Regata | Regata | Regata | Pts. Tot. | Pts. Net |
| Pos.              | Velejadores             | CON                                 | 1      | 2       | 3      | 4      | 5       | 6      | 7      | 8      | 9      | 10     | M      | Pts. Tot. | Pts. Net |
| ----------------- | ----------------------- | ----------------------------------- | ------ | ------- | ------ | ------ | ------- | ------ | ------ | ------ | ------ | ------ | ------ | --------- | -------- |
| Medalha de ouro   | Lee Parkhill            | CAN Canadá                          | 1      | 4       | 1      | 4      | 4       | 1      | 1      | 4      | 1      | (5)    | 4      | 30        | 25       |
| Medalha de prata  | Jean Paul de Trazegnies | PER Peru                            | 3      | 2       | 2      | 3      | 1       | 3      | 2      | (5)    | 2      | 4      | 6      | 33        | 28       |
| Medalha de bronze | Diego González          | CHI Chile                           | 4      | 1       | 5      | 1      | 2       | 2      | 4      | 2      | (7)    | 2      | 8      | 38        | 31       |
| 4                 | Marco Teixidor          | PUR Porto Rico                      | 3 STP  | (9) DSQ | 3      | 9 DSQ  | 3       | 6      | 5      | 3      | 4      | 1      | 2      | 48        | 39       |
| 5                 | Joseph Blouin           | USA Estados Unidos                  | 5      | 7       | (8)    | 7      | 7       | 5      | 3      | 1      | 3      | 3      | 10     | 59        | 51       |
| 6                 | Diego Silvestre         | EAI Equipe de Atletas Independentes | (8)    | 3       | 4      | 6      | 6       | 4      | 6      | 6      | 5      | 6      | —      | 54        | 46       |
| 7                 | Esneiry Pérez           | DOM República Dominicana            | (7)    | 6       | 6      | 2      | 5       | 7      | 7      | 7      | 6      | 7      | —      | 60        | 53       |
| 8                 | Marx Chirinos           | VEN Venezuela                       | 6      | 5       | 7      | 5      | (9) DNF | 9 DNC  | 9 DNC  | 9 DNC  | 9 DNC  | 9 DNC  | —      | 77        | 68       |

Legenda
| - DSQ = Desclassificação; - DNE = Desclassificação não descartável; - DNF = Não cruzou a linha de chegada; | - DNC = Não compareceu na área de largada; - DNS = Não largou; - STP = Penalidade padrão; | - UFD = Desclassificação por bandeira "U"; - BFD = Desclassificação por bandeira preta; - OCS = Queima de largada. |